# Ossówno (gmina)
Ossówno (od 1973 Wierzbno) – dawna gmina wiejska istniejąca do 1954 roku w woj. lubelskim/warszawskim. Siedzibą władz gminy było początkowo Ossówno, a następnie Wierzbno.
Gmina Ossówno jest wymieniona jako jedna 16 gmin wiejskich powiatu węgrowskiego guberni siedleckiej.
W 1919 roku gmina weszła w skład woj. lubelskiego. 1 kwietnia 1939 roku gmina wraz z całym powiatem węgrowskim została przeniesiona do woj. warszawskiego.
Po wojnie gmina zachowała przynależność administracyjną. Według stanu z dnia 1 lipca 1952 roku gmina składała się z 20 gromad. 1 września 1952 roku z dokonano wymiany terenów między gminami Ossówno a Borze oraz przyłączono do gminy Ossówno część znoszonej gminy Jaczew.
Gmina została zniesiona 29 września 1954 roku wraz z reformą wprowadzającą gromady w miejsce gmin. Jednostki nie przywrócono 1 stycznia 1973 roku po reaktywowaniu gmin, utworzono natomiast jej terytorialny odpowiednik, gminę Wierzbno.